# Тристенский дендропарк
Трстенский арборетум или Тристенский дендропарк (хорв. Arboretum Trsteno) — старейший и самый старый в мире ботанический сад Хорватии, а в прошлом также считался одним из красивейших в Европе. Единственный дендропарк на хорватском побережье Адриатики. Расположен в районе Тристено.

## История
Дендрарий был возведён местной знатной семьёй Гоззе в конце XV века, который попросил капитанов кораблей привезти семена и растения из своих путешествий. Точная дата начала открытия дендропарка неизвестна, но он уже существовал к 1492 году, когда был построен акведук с пролётом 15 м для орошения дендрария; этот акведук всё ещё существует. В 1948 году был передан в дар и находился в собственности Хорватской академии наук и искусств. Дендрарий занимает особое место среди старых парков Дубровницкой республики, Далмации и Средиземноводья. Он включает в себя парк, окружающий летнюю резиденцию XV века, который является памятником садовой архитектуры, и парком XIX века в Дрварице.
В 1962 году Дендрарий Трстено был зарегистрирован в списке охраняемых природных памятников как памятник ландшафтной архитектуры. Охраняемая территория занимает около 255 000 квадратных метров.
Трстено был причинён значительный урон и грабежи во время войны за независимость Хорватии, когда 2 и 3 октября 1991 года Югославская народная армия предприняла серию атак с применением канонерок и самолётов и подожгла Дендрарий, уничтожив большую его часть и нанеся частичный ущерб. Дендрарий был сильно повреждён в 2000 году в результате лесного пожара во время засухи, когда в результате пожара было потеряно около 120 000 квадратных метров.
Два дерева из рода Платан восточный, расположенные на центральной площади Трестено, являются гордостью дендрария. Обо дерева пережили две катастрофы.
Им более 500 лет, и они являются уникальными образцами своего вида в Европе. Древние деревья имеют высоту около 45 и 60 м, а их стволы по 5 м в диаметре. Внутри того, что когда-то было загородным домом знатной семьи, находится старейший парк эпохи Возрождения в Хорватии, спроектированный в 1502 году, с многочисленными экзотическими растениями.

## В популярной культуре
В третьем и четвёртом сезонах телесериала «Игра престолов» Дендрарий Трстено использовался в качестве декорации садов «Дворца Красной крепости» в Королевской Гавани.

## Галерея

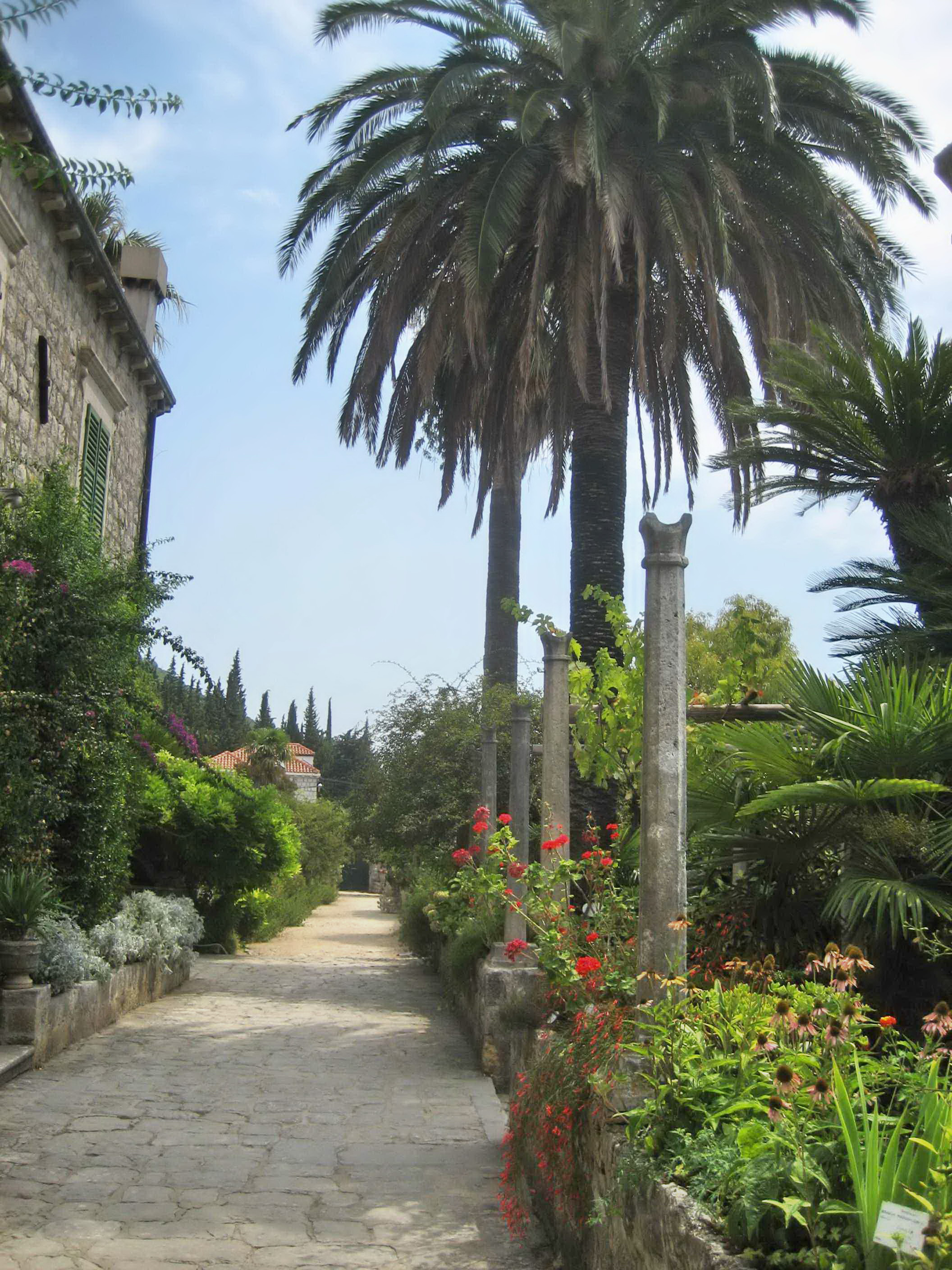
Тристенский дендропарк
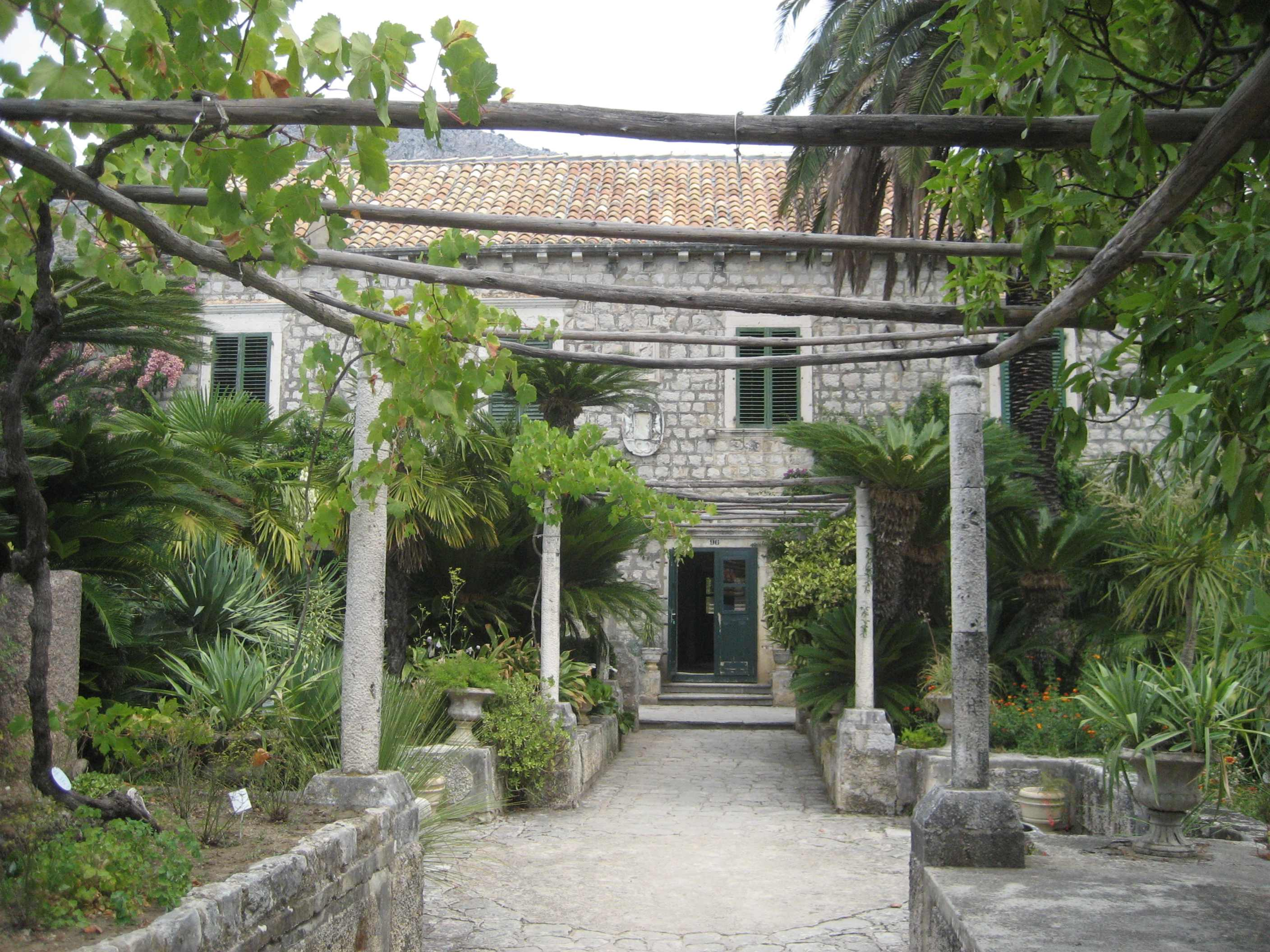
Тристенский дендропарк
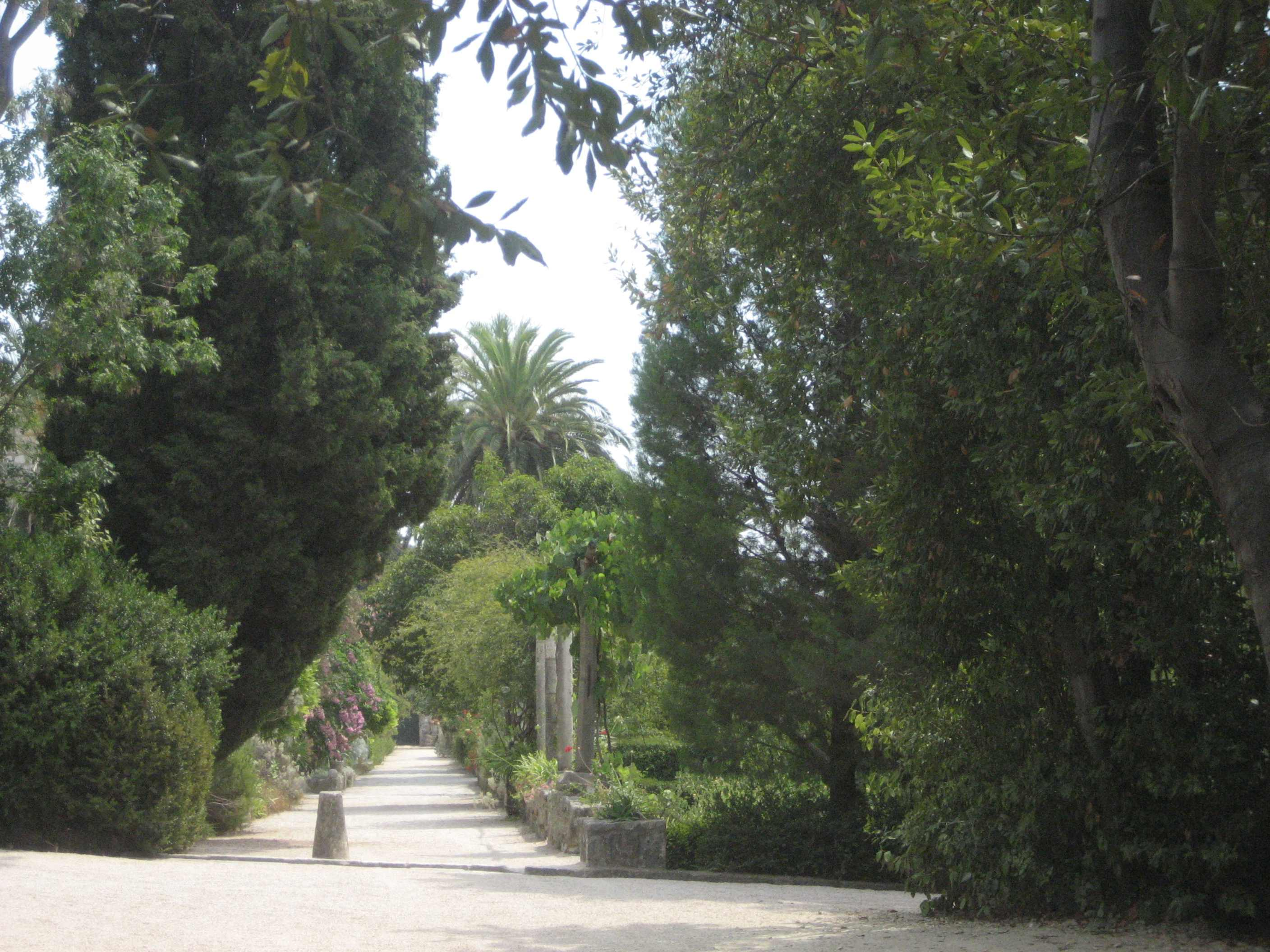
Тристенский дендропарк
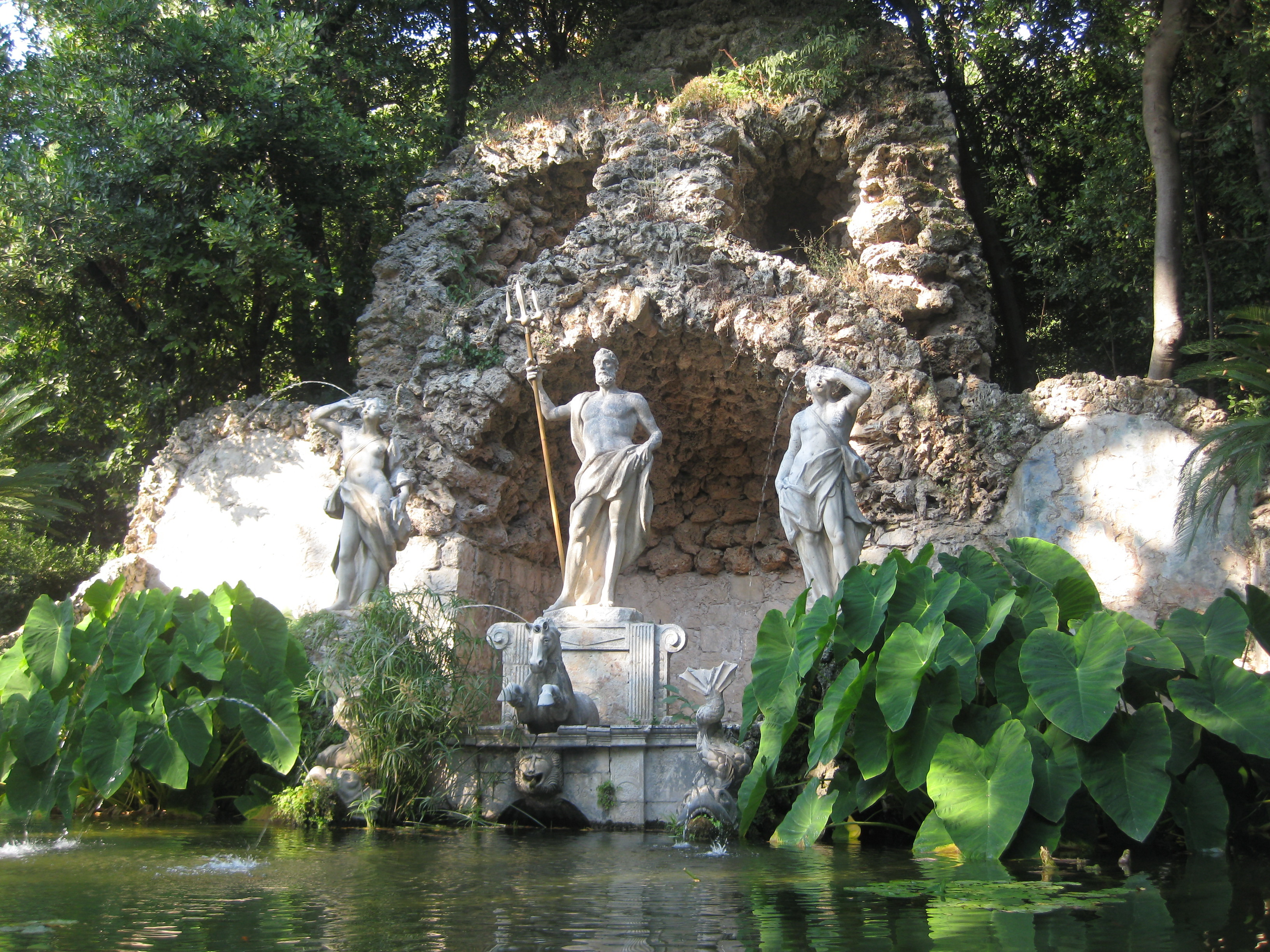
Фонтан Нептуна